# آب‌انبار هودر
آب‌انبار هودر؛ نام آب‌انباری تاریخی مربوط به دورهٔ متاخر اسلامی است و در شهرستان عشق‌آباد، روستای هودر واقع شده و این اثر در تاریخ ۱۶ اسفند ۱۳۸۴ با شمارهٔ ثبت ۱۴۵۳۷ به‌عنوان یکی از آثار ملی ایران به ثبت رسیده است.